# Челнинский кантон
Челнинский кантон (тат. Чаллы кантоны) — административно-территориальная единица в составе Татарской АССР, существовавшая в 1921—1930 гг. Центр кантона — город Челны. Площадь — 7,1 тыс. км². Население — 213,5 тыс. чел. (1926).
Челнинский кантон был образован в 1921 году путём выделения из Мензелинского кантона.

### Административное деление
По данным 1926 года в кантоне было 11 волостей
- Абдулловская
- Акташская
- Афанасовская
- Ахметовская (центр — с. Нижне-Бишево)
- Заинская
- Кармалинская
- Кузайкаинская
- Нуркеевская
- Сармановская
- Челнинская
- Шингальчинская

Волости делились на 266 сельсоветов.
В 1928 году к Челнинскому кантону был присоединён Елабужский кантон. В 1930 году Челнинский кантон, как и все остальные кантоны Татарской АССР, был упразднён. На его территории были образованы районы.